# Zarghun Shahr (distrikt)
Zarghun Shahr är ett distrikt i Afghanistan. Det ligger i provinsen Paktika, i den centrala delen av landet, 200 kilometer söder om huvudstaden Kabul. Administrativt huvudort är Zarghun Shahr.
Distriktet beräknades år 2022 ha cirka 44 000 invånare.